# سامبا (مجموعة شعرية)
سامبا، مجموعة شعرية من مؤلفات الشاعر العربي السوري نزار قباني، صدرت في عام 1949، عن دار العلم للملايين في بيروت، لبنان.